# Rudolf Schmidt (Bildhauer)

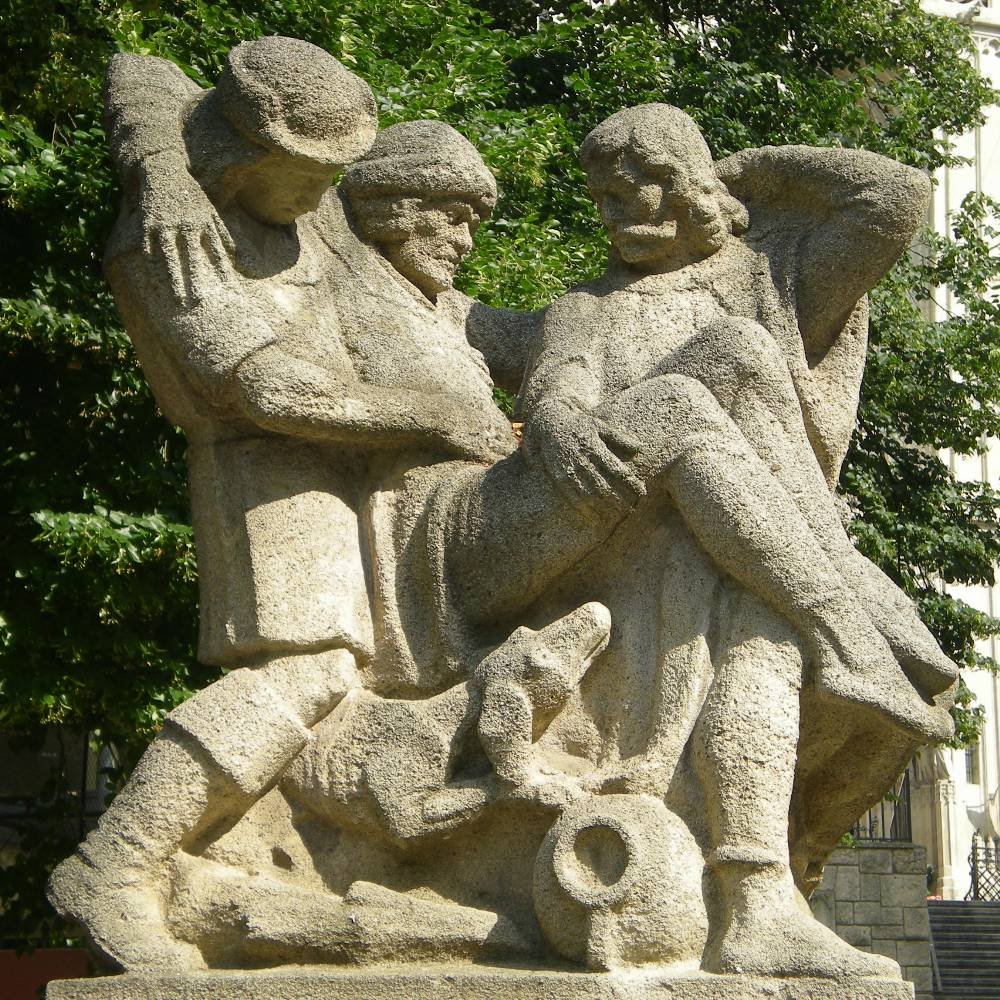
Figurengruppe des Hannakenbrunnens in Wien

Rudolf Schmidt (* 19. April 1894 in Wien; † 7. März 1980 ebenda) war ein österreichischer Bildhauer, Medailleur und Kunsthistoriker.

## Leben
Schmidt absolvierte die Mittelschule und lernte im Anschluss das Edelstein- und Gemmenschneiderhandwerk. Danach studierte der an der Akademie der bildenden Künste in Wien, seine Lehrer waren Otto Hofner und Josef Müllner. Ab 1923 war er Mitglied des Wiener Künstlerhauses, mit dessen Goldener Ehrenmedaille er 1930 ausgezeichnet wurde. Es folgte der 1935 der Österreichische Staatspreis, 1951 der Würdigungspreis der Stadt Wien und 1956 der Preis des Bundesministeriums für Unterricht.
Schmidt lebte lange Zeit in Rodaun. Neben seiner Tätigkeit als Bildhauer war er Professor für Kunsterziehung im Fach „Modellieren “an der Akademie der bildenden Künste. Er schuf zahlreiche Großplastiken, wie etwa die Brunnengruppe bei Maria am Gestade. Darüber hinaus stellte Schmidt zahlreiche Medaillen her, wie etwa die Österreichische Olympiamedaille 1954.
Von seinem Österreichischen Künstlerlexikon ist zu seinen Lebzeiten nur der erste Band erschienen. Das umfangreiche nicht veröffentlichte Material wurde 1981 vom Belvedere angekauft und ist dort öffentlich zugänglich.
Sein Grab befindet sich am Friedhof Rodaun.

## Auszeichnungen
- 1973: Österreichisches Ehrenkreuz für Wissenschaft und Kunst I. Klasse
- 1951: Preis der Stadt Wien für Bildende Kunst

## Werke (Auszug)
- Traunernde Mutter mit Kind (Kriegerdenkmal für die Opfer des Ersten Weltkriegs), 1926, Plastik, Friedhof Liesing in Wien-Liesing
- Bildniskopf eines älteren Mannes, Zwischenkriegszeit, Gips, bronziert und patiniert, Heeresgeschichtliches Museum, Wien
- Lesende mit Kind, 1930, Plastik, Hof des Lorenshofes in Wien-Meidling
- Knaben mit Zicklein, 1931, Plastik, Gemeindebau Fockygasse 53 in Wien-Meidling
- Zierbrunnen mit Rehgruppe, 1931, Gemeindebau Hockegasse 1–7 in Wien-Währing
- Hannakenbrunnen, 1937, in Wien-Innere Stadt
- Büste Ignaz Semmelweis, 1944, Semmelweis-Frauenklinik in Wien-Währing
- Gedenkmedaillon Hugo von Hofmannsthal, 1947, an der Außenfassade des Theaters in der Josefstadt in Wien-Josefstadt
- Majolikareliefs Hirte und Nymphe, 1950, Wohnhaus Bernardgasse 10 in Wien-Neubau
- Arbeiter mit Hammer und Frau mit Kind, 1957/59, Anton-Schmidt-Hof, Tordurchfahrt Zaunergasse, Wien-Landstraße
- Gedenktafel mit Reliefbüste Edmund Eysler, 1959, Wohnhaus Zeltgasse 14 in Wien-Josefstadt
- 50 Schilling Münze der Republik Österreich 1973 zum 100. Geburtstag von Theodor Körner

## Schriften
- Österreichisches Künstlerlexikon. Von den Anfängen bis zur Gegenwart. [Band 1. A.A. bis Dressler, Peter. Nachträge A – D]. Edition Tusch, Wien 1980, ISBN 3-85063-007-2 (erschienen Lieferung 1 (1974) – 5 (1979); damit Erscheinen eingestellt).